# Šanghaj Lien-čcheng
Šanghaj Lien-čcheng (čínsky pchin-jinem Shànghǎi Liánchéng, znaky zjednodušené 上海联城) byl čínský profesionální fotbalový klub, který sídlil v Šanghaji. Založen byl v roce 2000 pod názvem Ta-lien S’-te-lung ve městě Ta-lien v provincii Liao-ning. V roce 2003 proběhlo stěhování do Ču-chaje v provincii Kuang-tung. Poslední stěhování proběhlo v roce 2004 a to do Šanghaje. Zanikl v roce 2007 po fúzi s Šanghaj Šen-chua. Klubové barvy byly červená a bílá. V čínské nejvyšší fotbalové soutěži klub působil celkem dva ročníky (sezóny 2005–2006).
Své domácí zápasy odehrával v Jüan-šenském sportovním centru s kapacitou 16 000 diváků.
Plný název klubu byl Fotbalový klub Šanghaj Lien-čcheng (čínsky v českém přepisu Šanghaj Lien-čcheng cu-čchiou ťü-le-pu, pchin-jinem Shànghǎi Liánchéng zúqiú jùlèbù, znaky zjednodušené 上海联城足球俱乐部)

## Historické názvy
- 2000 – Ta-lien S’-te-lung (Ta-lien S’-te-lung cu-čchiou ťü-le-pu)
- 2003 – Ču-chaj An-pching (Ču-chaj An-pching cu-čchiou ťü-le-pu)
- 2004 – Ču-chaj Čung-pang (Ču-chaj Čung-pang cu-čchiou ťü-le-pu)
- 2004 – Šanghaj Čung-pang (Šanghaj Čung-pang cu-čchiou ťü-le-pu)
- 2005 – Šanghaj Lien-čcheng Čung-pang (Šanghaj Lien-čcheng Čung-pang cu-čchiou ťü-le-pu)
- 2006 – Šanghaj Lien-čcheng (Šanghaj Lien-čcheng cu-čchiou ťü-le-pu)
- 2007 – fúze s Šanghaj Šen-chua ⇒ zánik

## Umístění v jednotlivých sezonách
Stručný přehled
Zdroj: 
- 2001: Chinese Yi League North
- 2002–2003: Chinese Jia-B League
- 2004: China League One
- 2005–2006: Chinese Super League

Jednotlivé ročníky
Zdroj: 
Legenda: Z - zápasy, V - výhry, R - remízy, P - porážky, VG - vstřelené góly, OG - obdržené góly, +/- - rozdíl skóre, B - body, červené podbarvení - sestup, zelené podbarvení - postup, fialové podbarvení - reorganizace, změna skupiny či soutěže
| Čínská lidová republika (2001 – 2006) |                         |        |     |     |     |     |     |     |     |     |        |
| Sezóny                                | Liga                    | Úroveň | Z   | V   | R   | P   | VG  | OG  | +/- | B   | Pozice |
| 2001                                  | Chinese Yi League North | 3      | ... | ... | ... | ... | ... | ... | ... | ... | 2.     |
| 2002                                  | Chinese Jia-B League    | 2      | 22  | 11  | 4   | 7   | 30  | 20  | +10 | 37  | 2.     |
| 2003                                  | Chinese Jia-B League    | 2      | 26  | 8   | 9   | 9   | 24  | 26  | -2  | 33  | 8.     |
| 2004                                  | China League One        | 2      | 32  | 19  | 5   | 8   | 56  | 36  | +20 | 62  | 2.     |
| 2005                                  | Chinese Super League    | 1      | 26  | 5   | 7   | 14  | 18  | 35  | -17 | 22  | 11.    |
| 2006                                  | Chinese Super League    | 1      | 28  | 9   | 12  | 7   | 32  | 25  | +7  | 39  | 7.     |